# Stephan Lewandowsky

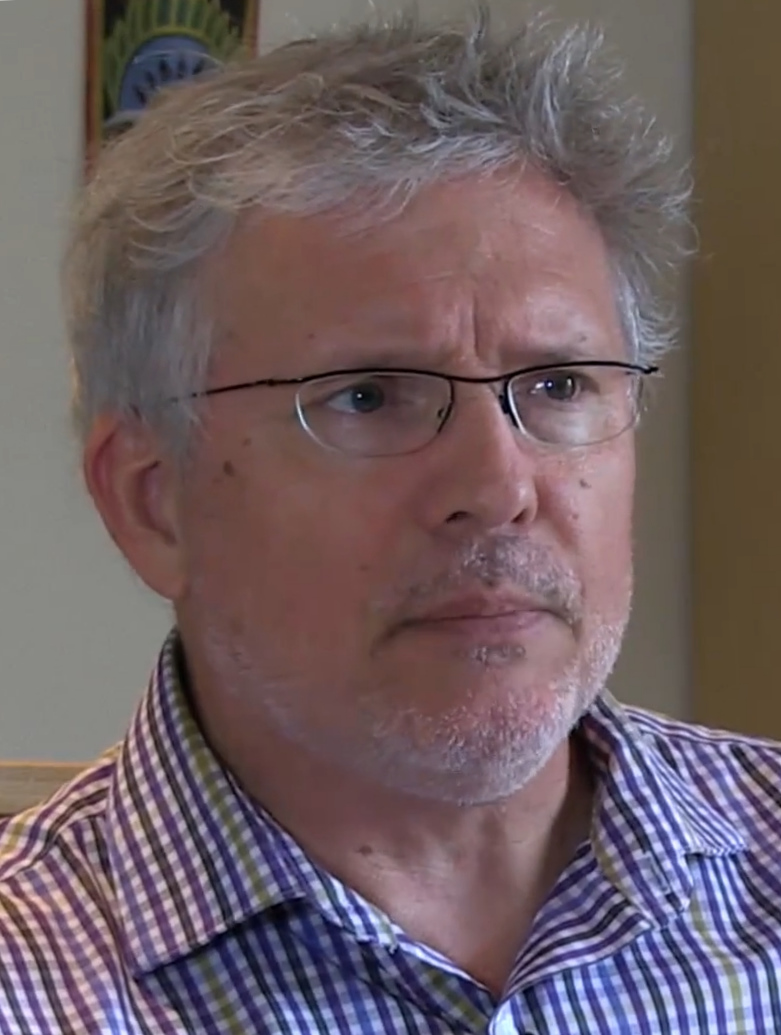
Stephan Lewandowsky (2016)

Stephan Lewandowsky (* 3. Juni 1958) ist ein australischer Kognitionspsychologe und Hochschullehrer. Seit 2013 ist er Professor für Kognitionspsychologie an der University of Bristol. Sein h-Index lag im März 2025 bei 101.

## Akademische Laufbahn
Lewandowsky studierte am Washington College in Chestertown (Maryland) und schloss dieses 1980 mit dem Bachelor ab. Anschließend wechselte er nach Kanada an die University of Toronto, wo er 1981 erst seinen Master-Abschluss machte und anschließend ein Promotionsstudium bei dem Psychologen Bennet Murdock begann, das er 1985 mit dem Ph.D. abschloss.
Danach war er als wissenschaftlicher Angestellter, Assistant Professor und Associate Professor an der University of Toronto, der University of Oklahoma und der University of Western Australia tätig. 1998 war er mehrere Monate C4-Gastprofessor an der Universität Potsdam. Im Jahr 2000 wurde er zum Professor für Psychologie an der University of Western Australia ernannt. 2013 wechselte er an die University of Bristol, wo er seither als Professor für Kognitionspsychologie tätig ist.

## Forschungsschwerpunkte und Wirken
Lewandowsky befasst sich mit der Computermodellierung des Denkens. Während des Irakkrieges 2003 begann er sich mit Falschinformationen zu beschäftigen, seit 2009 unter anderem auch mit der organisierten Klimawandelleugnung.
Zu seinen Forschungsschwerpunkten zählen die Reaktionen von Personen auf Falschinformationen und Propaganda, die Wissenschaftsleugnung, speziell die Ursachen, warum Menschen gut gesicherte wissenschaftliche Erkenntnisse wie den Klimawandel oder die Wirksamkeit von Impfungen bestreiten, sowie die potenziellen Konflikte, die sich zwischen menschlicher Kognition und der Physik des Klimawandels ergeben. Zudem forscht er an Desinformationsstrategien.
Neben seinen akademischen Publikationen hat er auch mehrere für die breite Öffentlichkeit bestimmte Arbeiten verfasst. So ist er zusammen mit John Cook Autor eines Online-Handbuchs zu Verschwörungsmythen, das in mehreren Sprachversionen erschien, unter anderem auf Deutsch. Er ist zudem Hauptautor eines weiteren, Anfang 2021 erschienenen Online-Handbuchs mit Titel "The COVID-19 Vaccine Communication Handbook", das dazu dienen soll, die Kommunikation zu Impfstoffen gegen das Coronavirus SARS-CoV-2 zu verbessern und Ängste bezüglich der Impfung abzubauen.
Aufgrund seiner Arbeit wurde Lewandowsky wiederholt von Wissenschaftsleugnern, Verschwörungstheoretikern und anderen angegriffen, um seinen Ruf zu beschädigen. 2014 wurde ein von ihm publizierter Fachartikel in Frontiers in Psychology nach Beschwerden zurückgezogen, nachdem offenbar die von ihm in der Studie untersuchte Blogger der Zeitschrift mit Schadensersatz gedroht hatten. Die Zeitschrift hielt dabei explizit fest, dass "keine Probleme mit den akademischen oder ethischen Aspekten" der Studie bestünden, sondern verwies darauf, dass "der legale Hintergrund unzureichend klar" sei.
Gemäß Christian Stöcker ist Lewandowsky "einer der weltweit führenden Fachleute für die psychologische Seite der Klimapolitik".

## Auszeichnungen (Auswahl)
- Mitglied der Sektion Psychologie und Kognitionswissenschaften der Nationalen Akademie der Wissenschaften Leopoldina 2022
- Humboldt-Forschungspreis 2019
- Fellow der Association for Psychological Science
- Fellow der Academy of Social Sciences im Vereinigten Königreich
- Royal Society Wolfson Research Merit Award 2013–2018

## Publikationen (Auswahl)
- Stephan Lewandowsky et al.: Misinformation and the epistemic integrity of democracy. In: Current Opinion in Psychology. 2023, doi:10.1016/j.copsyc.2023.101711.
- Stephan Lewandowsky: Climate change, disinformation, and how to combat it. In: Annual Review of Public Health. Band 42, 2021, doi:10.1146/annurev-publhealth-090419-102409.
- Katrine Bach Habersaat et al.: Ten considerations for effectively managing the COVID-19 transition. In: Nature Human Behaviour. Band 4, 2020, S. 677–687, doi:10.1038/s41562-020-0906-x.
- Stephan Lewandowsky et al.: Beyond Misinformation: Understanding and Coping with the “Post-Truth” Era. In: Journal of Applied Research in Memory and Cognition. Band 6, Nr. 4, 2017, S. 353–369, doi:10.1016/j.jarmac.2017.07.008.
- Stephan Lewandowsky, Klaus Oberauer: Motivated Rejection of Science. In: Current Directions in Psychological Science. Band 25, Nr. 4, 2016, S. 217–222, doi:10.1177/0963721416654436.
- John Cook et al.: Consensus on consensus: a synthesis of consensus estimates on human-caused global warming. In: Environmental Research Letters. Band 11, Nr. 4, 2016, doi:10.1088/1748-9326/11/4/048002.
- Stephan Lewandowsky u. a.: NASA Faked the Moon Landing—Therefore, (Climate) Science Is a Hoax: An Anatomy of the Motivated Rejection of Science. In: Psychological Science. Band 24, Nr. 5, 2013, S. 622–633, doi:10.1177/0956797612457686.
- Stephan Lewandowsky et al.: Misinformation and Its Correction: Continued Influence and Successful Debiasing. In: Psychological Science in the Public Interest. Band 13, Nr. 3, 2012, S. 106–131, doi:10.1177/1529100612451018.
- Stephan Lewandowsky et al.: Memory for Fact, Fiction, and Misinformation: The Iraq War 2003. In: Psychological Science. Band 16, Nr. 3, 2005, S. 190–195, doi:10.1111/j.0956-7976.2005.00802.x.
- Stephan Lewandowsky, Bennet B. Murdock Jr.: Memory for serial order. In: Psychological Review. Band 96, Nr. 1, 1989, S. 25–57, doi:10.1037/0033-295X.96.1.25.